# 双星藻纲
双星藻纲（学名：Zygnematophyceae）是轮藻植物门下的一个纲。

## 下属分类
本纲包括以下目：
- 双星藻目 Zygnematales

目和科的地位未定的属：
- 螺带鼓藻属 Spirotaenia Bréb. ex Ralfs